# كلير دوهامل
كلير دوهامل (بالفرنسية: Claire Duhamel)‏ هي ممثلة فرنسية، ولدت في 6 سبتمبر 1925 في Vineuil-Saint-Firmin ‏ في فرنسا، وتوفيت في 7 فبراير 2014.

## أعمال

### أفلام
- (1968) قبلات مسروقة

## وصلات خارجية
- كلير دوهامل على موقع IMDb (الإنجليزية)
- كلير دوهامل على موقع ألو سيني (الفرنسية)
- كلير دوهامل على موقع أول موفي (الإنجليزية)
- كلير دوهامل على موقع قاعدة بيانات الأفلام السويدية (السويدية)
- كلير دوهامل على موقع قاعدة بيانات الفيلم (الإنجليزية)
- كلير دوهامل على موقع كينوبويسك (الروسية)